# AEGEE-Budapest
AEGEE-Budapest az Európai Hallgatók Egyesületének budapesti szervezete, ún. antennája. A magyarországi tagszervezetek közül a legrégebbi és egyben legnagyobbika, több mint 400 hivatalos taggal rendelkezik. Hasonlóan a többi tagszervezethez, a szervezetnek 18-35 év között bárki tagja lehet. A tagok tanulmányoktól függetlenül részt vehetnek a szervezet által rendezett nemzetközi konferenciákon, szemináriumokon, csereprogramokon, tréningeken és tanulmányi utakon Európa szerte. A projektek megvalósítása során a diákszervezet folyamatosan együttműködik az Európa Tanáccsal, rendszeresen ajánlásokat készít az egyetemi oktatást érintő ügyekben, így a SOCRATES és TEMPUS programok kapcsán. Mindezek mellett olyan nemzetközi szervezetek támogatását élvezi, mint az UNESCO, OECD, European Youth Forum vagy a European Movement International.
Az AEGEE-Budapest fő céljának tekinti, hogy tagjainak minél jobban megismerjenek más kultúrákat és embereket, egyre több fiatal vegyen részt a közös európai rendezvényeken, ezáltal növekedjen magyar hallgatók nemzetközi aktivitása és bővüljön, színesedjen a világról alkotott képük. A tagoknak lehetőségük van nemzetközi kapcsolati háló kialakítására, nyelvtudásukat fejleszteni, valamint gyakorlatot szerezni projektek vezetésében. Emellett nemzetközi programokon való közreműködés esetén akár a jövő Európájának formálásában is részt vehetnek.

## Története
Az AEGEE-Budapest története egészen 1989 őszéig nyúlik vissza. AEGEE épp Salernóban tartotta a rendes, félévenként megrendezett közgyűlését, az ún. AGORA-t, amikor a berlini fal leomlásának híre kapcsán elhatározták, hogy megnyitják kapuikat Európa keleti felé is. Egy évvel később, 1990 októberében Kelet-Európa első antennájaként megalakult az AEGEE-Budapest. A térségbeli rendszerváltozásokkal párhuzamosan AEGEE-Europe folyamatosan kelet felé próbálta terelni a nagyobb rendezvények megrendezését. Ennek köszönhetően 1991 novemberében AEGEE-Budapest rendezhette meg az őszi AGORA-t, melyre 4 évvel később újból lehetőségük adódott.
Jelenlegi szervezeti formáját  2005-ben nyerte el,  mely hivatalosan az Európai Hallgatók Hálózatának Egyesülete nevet viseli. A megújult szervezet dinamikus fejlődésnek indult, 2010-re az egyik legnagyobb antennává vált körülbelül 400 taggal. Az irodának otthont adó Budapesti Corvinus Egyetemen kívül más intézményekből is egyre több tagunk van, főleg a BME, BGF, illetve az ELTE hallgatói közül,  így az AEGEE-Budapest hűen tükrözi az AEGEE multidiszciplináris jellegét.

## Szervezeti felépítés
A szervezet 4 állandó munkacsoporttal (working group, WG) rendelkezik, melyek az alábbiak.
- Public Relations munkacsoport (PR WG): a szervezet arculatának fejlesztése, plakátok, szórólapok tervezése és terjesztése, újságcikkek írása
- Human Resources munkacsoport (HR WG): új tagok toborzása, már meglévő tagok összetartása, közösségi programok szervezése, nemzetközi rendezvényszervezés
- Fund Raising munkacsoport (FR WG): támogatók felkeresése, tárgyalás a potenciális együttműködő partnerekkel, pályázatfigyelés- és írás, anyagi háttér biztosítása
- European Project munkacsoport (EP WG): Külső szervezetekkel közös projektekkel például:Erasmus kapcsolatos pályázatok lebonyolítása

A szervezet emellett projekt munkacsoportokat is működtet a nagyobb rendezvények megszervezésére.
A szervezetet a 6 tagból álló elnökség (board) vezeti, melynek tagjai:
- Elnök
- Pénzügyi Vezető
- Titkár
- Külső Kapcsolatokért Felelős Alelnök
- Belső Kapcsolatokért Felelős Alelnök
- PR Vezető

Emellett vannak középvezetők, akik a korábbi Working Groupok irányítását végzik:
- FR középvezetők (1)
- HR középvezetők (2)
- PR középvezetők (2)

## Rendezvények
Az AEGEE-Budapest számos nagy nemzetközi és helyi rendezvénynek adott otthont, melyek között szakmai konferenciák, nemzetközi cserék, valamint nyári egyetemek egyaránt szerepelnek.
Az AEGEE-Budapest nagyobb nemzetközi rendezvényei az elmúlt tíz évben az alábbiak voltak.
- Agora-Budapest 1991 November 29 - December 1
- Agora-Budapest 1995 November 10 - 12
- Agora-Budapest 2012 Október 31 - November 4
- 2014 NWM Budapest
- 2015 IFISO Meeting, 2015 June 11-14, Budapest
- 2017 Education for the Present, Democracy for the Future Conference
- 2017 Back to Budapest - Alumni Event
- 2019 Regional Training Course
- 2019 Training New Trainers
- 2005, Spanish-Hungarian Exchange
- 2006, Training for Diplomacy
- 2007, SU - Drops SU
- 2007, Exchange (AEGEE-Zaragoza, Athens, Istanbul, Budapest)
- 2008, Exchange (AEGEE-Riga, Amsterdam, Cagliari, Budapest)
- 2008, Agora Pre-event, Voices of Europe
- 2008, SU - Drops II SU
- 2009, Y Vote on Education
- 2009, SU - Retro Monarchy TSU with AEGEE-Wien
- 2010, Love Goes Beyond Tradition
- 2010, Exchange (AEGEE-Amsterdam, Budapest)
- 2010, SU - Beating Blue TSU with AEGEE-Beograd, nyári egyetem
- 2010, Human Resources European School
- 2011, European Youth Forum Hungarian EU Presidency projektjének magyarországi facilitálása
- 2013, Exhange (AEGEE-Maribor, Budapest)
- 2013, SU - 500 Photos of Summer
- 2014, Exchange (AEGEE-Tilburg, Budapest)
- 2014, Exchange (AEGEE-Utrecht, Budapest)
- 2014, SU - 5 elements of Hungary
- 2014, Go fEUrther! - Autumn Network Meeting Budapest
- 2015, Exchange (AEGEE-Barcelona, Utrecht, Budapest)
- 2015, Exchange (AEGEE-Ljubljana, Lviv, Siena, Budapest)
- 2015, Exchange (AEGEE-Nijmegen, Budapest)
- 2015, SU - Take the lead in our AdvenTSUreland!
- 2016, SU - Funtastic Four: Enter the Time Machine (AEGEE-Praha, Wien, Bratislava, Budapest)
- 2016, New Years Event - Be the bravest in Budapest! (AEGEE-Budapest, Pécs)
- 2017, SU - The Tale of the three Betyárs (AEGEE-Budapest, Pécs, Debrecen)
- 2017, Exchange (AEGEE-Eskisehir/Istanbul, Budapest)
- 2017, Exchange (AEGEE-Torino, Budapest)
- 2017, New Years Event - Magic will find you in BudaPécs (AEGEE-Budapest, Pécs)
- 2018, SU - My name is Gary. HUN Gary (AEGEE-Budapest, Pécs)
- 2018, New Years Event - Winter Wonderland II. (AEGEE-Budapest, Pécs)
- 2019, SU - All different, all equal (AEGEE-Budapest, Warsawa)
- 2019, Exchange (AEGEE-Moszkva, Leuven, Bamberg, Ljubljana - Budapest)

## Képek

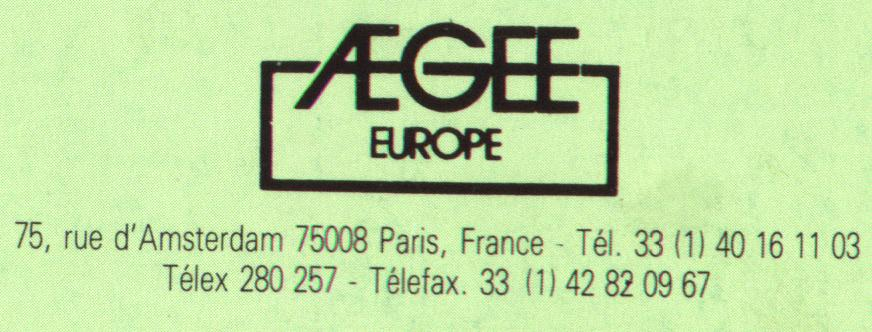
Az AEGEE-Europe régebbi hivatalos logója
Az AEGEE felépítése (angol nyelven)

## Külső hivatkozás
- AEGEE-Budapest hivatalos weboldala